# 漢字学
漢字学（かんじがく）とは、漢字に関する学問である。

## 著名な学者
※出生年順
- 諸橋轍次（1883年 - 1982年）
- 加藤常賢 (1894年 - 1978年)
- 白川静（1910年 - 2006年）
- 藤堂明保（1915年 - 1985年）
- 阿辻哲次（1951年 - ）
- 笹原宏之（1965年 - ）
- 円満字二郎（1967年 - ）
- 落合淳思（1974年 - ）

## 主要な研究機関
- 立命館大学白川静記念東洋文字文化研究所
- 漢検協会漢字文化研究所
- 日本漢字学会

## 日本漢字学会
2018年3月に「アジア諸国の漢字及び関連諸領域の研究を通じ、日本における漢字文化の発展に貢献することを目的」として日本漢字学会が、京都大学名誉教授阿辻哲次を会長として設立された。
研究対象は、
1. 漢字そのもの
2. 漢字を用いた文化
3. 漢字を処理する文化
4. 漢字を管理・制御する文化
5. 漢字を扱う国家や社会

である。